# Carlo Delle Piane
Carlo Delle Piane (Roma, 2 de fevereiro de 1936 – Roma, 23 de agosto de 2019) foi um ator e diretor de cinema italiano.

## Biografia
Nascido em Roma em 1936 em uma familia que vinha de Santa Margherita di Atri, foi escolhido em 1948 para Vittorio De Sica e Duilio Coletti para ser Garoffi no filme Cuore. Atuou em 110 filmes desde 1948.
Nos anos 70 conheceu o diretor Pupi Avati, que o convidou a trabalhar em Tutti defunti tranne i morti, primeiro de uma longa série de filmes com o diretor. Sempre com Avati, em Regalo di Natale (1986) ganha a Coppa Volpi no Festival de Veneza.
Em 1997 trabalhou em Ti amo Maria, unico filme como diretor.

### Anos 2000
Em 2006 cantou no disco Bambini, e deu todo o que ganhou para Associações contra crianças maltradas.
Em 2008, junto com Stefania Sandrelli, trabalhou na curta-metragem Ogni Giorno (que tratou do tema do mal de Alzheimer), sob a direção de Francesco Felli.

### Doença e morte
Em janeiro de 2015, sofreu hemorragia cerebral que o deixou em coma. Mais de quatro anos depois, Anna Crispino, sua esposa, relatou sua morte em 23 de agosto de 2019.

## Filmografia parcial
- Cuore, direção de Duilio Coletti (1948)
- Vogliamoci bene, direção de Paolo W. Tamburella (1949)
- Io sono il capataz, direção de Giorgio Simonelli (1950)
- Domani è troppo tardi, direção de Léonide Moguy (1950)
- Bellezze a Capri, direção de Luigi Capuano e Adelchi Bianchi (1951)
- La famiglia Passaguai, direção de Aldo Fabrizi (1951)
- Guardie e ladri, direção de Steno (1951)
- La famiglia Passaguai fa fortuna, direção de Aldo Fabrizi (1951)
- È arrivato l'accordatore, direção de Duilio Coletti (1952)
- Papà diventa mamma, direção de Aldo Fabrizi (1952)
- Un ladro in paradiso, direção de Domenico Paolella (1952)
- L'uomo, la bestia e la virtù, direção de Steno (1953)
- Fermi tutti, arrivo io!, direção de Sergio Grieco (1953)
- La grande speranza, direção de Duilio Coletti (1954)
- Un americano a Roma, direção de Steno (1954)
- Bella, non piangere!, direção de Duilio Carbonari (1954)
- La ladra, direção de Mario Bonnard (1955)
- La ragazza di Via Veneto, direção de Marino Girolami (1955)
- Sette canzoni per sette sorelle, direção de Marino Girolami (1956)
- I pappagalli, direção de Bruno Paolinelli (1956)
- La canzone più bella, (1957)
- Serenata per sedici bionde, direção de Marino Girolami (1957)
- Un colpo da due miliardi (Sait-on jamais…) (1957)
- Buongiorno primo amore!, direção de Marino Girolami e Antonio Momplet (1957)
- Serenatella sciuè sciuè, direção de Carlo Campogalliani (1958)
- Adorabili e bugiarde, direção de Nunzio Malasomma (1958)
- Fortunella, direção de Eduardo De Filippo (1958)
- La ragazza di piazza San Pietro, direção de Piero Costa (1958)
- Quando gli angeli piangono, direção deMarino Girolami (1958)
- L'amico del giaguaro, direção de Giuseppe Bennati (1959)
- Quanto sei bella Roma, direção de Marino Girolami (1959)
- Caccia al marito, direção de Marino Girolami (1960)
- Un mandarino per Teo, direção de Mario Mattoli (1960)
- Ferragosto in bikini, direção de Marino Girolami (1960)
- Bellezze sulla spiaggia, direção de Romolo Girolami (1961)
- Scandali al mare, direção de Marino Girolami (1961)
- Le magnifiche sette, direção de Marino Girolami (1961)
- La ragazza sotto il lenzuolo, direção de Marino Girolami (1961)
- Walter e i suoi cugini, direção de Marino Girolami (1961)
- Nerone '71, direção de Walter Filippi (1962)
- Twist, lolite e vitelloni, direção de Marino Girolami (1962)
- Totò e Cleopatra, direção de Fernando Cerchio (1963)
- Il monaco di Monza, direção de Sergio Corbucci (1963)
- Maskenball bei Scotland Yard - Die Geschichte einer unglaublichen Erfindung (1963)
- Totò contro i quattro, direção de Steno (1963)
- Siamo tutti pomicioni, direção de Marino Girolami (1963)
- Canzoni, bulli e pupe, direção de Carlo Infascelli (1964)
- Caccia alla volpe, direção de Vittorio De Sica (1966)
- Perdono, direção de Ettore Maria Fizzarotti (1966)
- Scacco internazionale, direção de Giulio Rosati (1968)
- Don Chisciotte e Sancio Panza, (1968)
- Susanna... ed i suoi dolci vizi alla corte del re (Frau Wirtin hat auch einen Grafen) (1968)
- L'arcangelo, direção de Giorgio Capitani (1969)
- Pensiero d'amore, direção de Mario Amendola (1969)
- Lacrime d'amore, direção de Mario Amendola (1970)
- Lady Barbara, direção de Mario Amendola (1970)
- I sette magnifici cornuti,  (1974)
- La signora gioca bene a scopa? (1974)
- L'insegnante (1975)
- Una bella governante di colore (1976)
- La dottoressa del distretto militare (1976)
- Passi furtivi in una notte boia (1976)
- Tutti defunti... tranne i morti, direção de Pupi Avati (1977)
- Jazz Band, direção de Pupi Avati, film tv (1978)
- Le strelle nel fosso, direção de Pupi Avati (1979)
- Cinema filme tv (1979)
- Dancing Paradise, direção de Pupi Avati (1982)
- Una gita scolastica, direção de Pupi Avati (1983)
- Festa di laurea, direção de Pupi Avati (1985)
- Regalo di Natale, direção de Pupi Avati (1986)
- Sposi (1987)
- I giorni del commissario Ambrosio (1988)
- Condominio (1991)
- Un amore americano (1994)
- Dichiarazioni d'amore (1994)
- Ti amo Maria (1997)
- La via degli angeli (1999)
- I cavalieri che fecero l'impresa (2001)
- La rivincita di Natale, direção de Pupi Avati (2004)
- Tickets (2005)
- Nessun messaggio in segreteria (2005)
- Ogni Giorno (curta-metragem) direção de Francesco Felli (2008)